# Kórach
Kórach (hebrejsky קֹרַח‎, Korach), též přepisováno jako Chóre, Chore, Koré, Kore, je jméno několika postav z Bible. Jméno se vykládá jako „Vyholený“ či „Holohlavý“.

## Ezaův syn
První zmínka v Bibli o osobě tohoto jména se týká syna Ezaua a jeho ženy Oholíbamy. Ten se stal pohlavárem potomků Ezaua.

## Ezaův vnuk
Další biblická zmínka o osobě tohoto jména je v souvislosti s edomským pohlavárem, jenž byl vnukem Ezaua a jeho ženy Ády.

## Levita

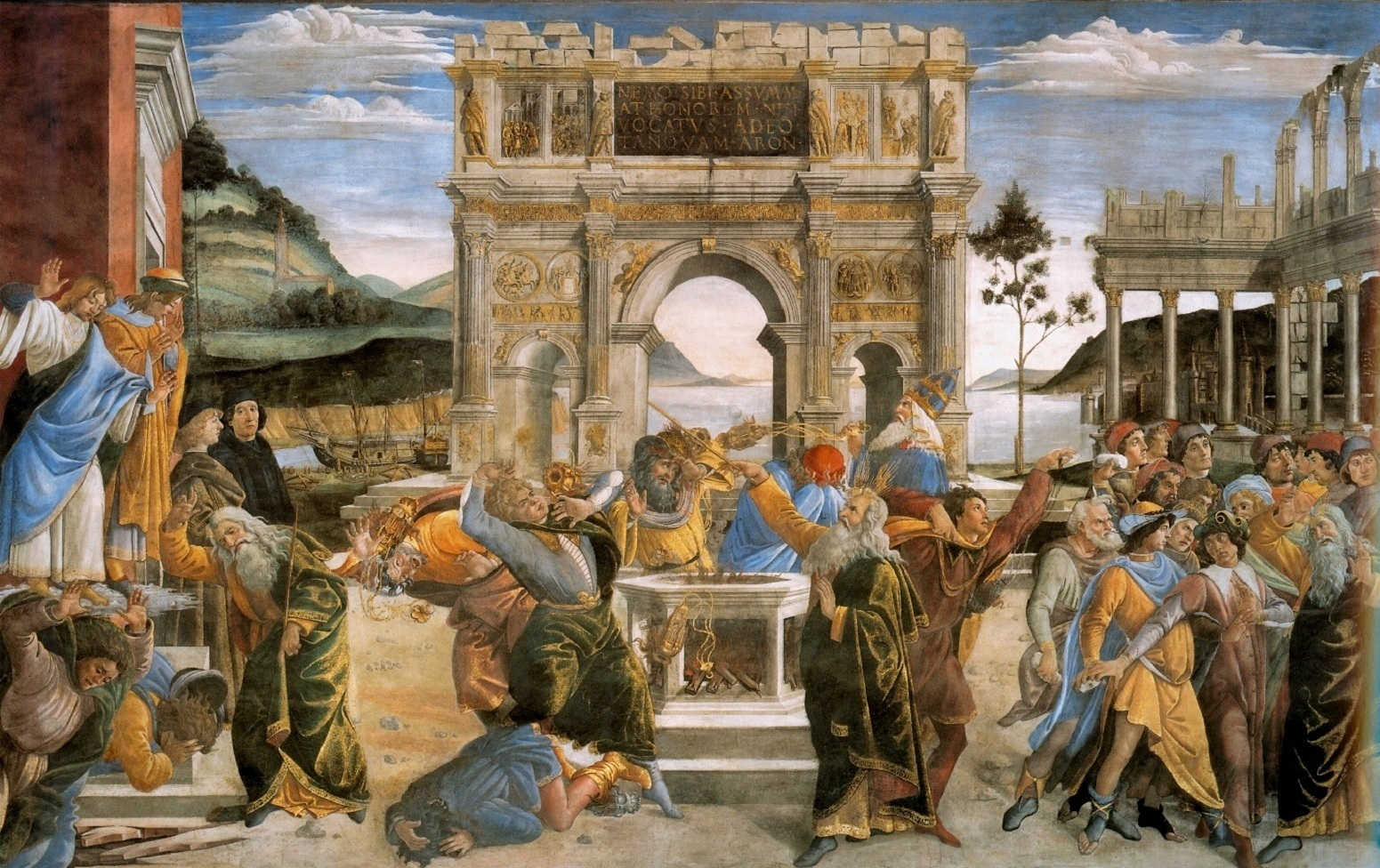
Freska Sandra Botticelliho Vzpoura proti Mojžíšovým zákonům zachycující potrestání Kóracha a vzbouřenců

Nechvalně známou biblickou postavou tohoto jména byl význačný Levita, který vedl vzpouru proti Mojžíši. Ten byl společně s dalšími vzbouřenci pohlcen zemí a stal se pro Izraelce „výstražným znamením“. Jeho dospělí synové se od otcovy vzpoury distancovali. Tím si zachránili nejen vlastní život, ale umožnili pokračování rodu, jehož členové prosluli jako chrámoví zpěváci. Podle židovských učenců byl Kórach též praotcem velkého proroka Samuele.
Po vzbouřenci Kórachovi je pojmenována paraša, která se v synagógách čte jednou v roce o šabatové bohoslužbě. Talmud objasňuje, že Kórach byl velmi bohatý díky tomu, že ještě před východem Izraelitů z egyptského otroctví našel a přivlastnil si poklad, který v Egyptě ukryl Josef, syn patriarchy Jákoba. Dle židovských učenců vyvěrala pozdější vzpoura vůči Mojžíši z pocitu nedocenění jeho osoby a z touhy po kněžství, přičemž obojí bylo významnou měrou přiživováno postojem jeho žárlivé a mocichtivé ženy. O Kórachově vzpouře se rovněž zmiňuje novozákonní spis, a sice list Judův.

## Chebrónův syn
V biblických jmenných seznamech figuruje ještě jiná osoba téhož jména coby syn jakéhosi Chebróna z Judova pokolení.